# Municipio de Otsego (Míchigan)
El municipio de Otsego (en inglés: Otsego Township) es un municipio ubicado en el condado de Allegan en el estado estadounidense de Míchigan. En el año 2010 tenía una población de 5.594 habitantes y una densidad poblacional de 63,71 personas por km².

## Geografía
El municipio de Otsego se encuentra ubicado en las coordenadas 42°27′45.12″N 85°43′5.06″O / 42.4625333, -85.7180722. Según la Oficina del Censo de los Estados Unidos, el municipio tiene una superficie total de 87,8 km² (33,9 mi²), de la cual 86,2 km² (33,3 mi²) corresponden a tierra firme y 1,6 km² (0,6 mi²) (1.77%) es agua.

## Demografía
En el 2000 la renta per cápita promedia del hogar era de $48.654, y el ingreso promedio para una familia era de $54.917. El ingreso per cápita para la localidad era de $20.546. En 2000 los hombres tenían un ingreso per cápita de $39.619 contra $29.750 para las mujeres. Alrededor del 4.60% de la población estaba bajo el umbral de pobreza nacional.